# Elisabeth Tieber
Elisabeth Tieber (* 4. Juli 1990 in Graz) ist eine ehemalige österreichische Fußballspielerin und aktuelle Fußballfunktionärin, die von 2008 bis 2016 für die österreichische Nationalmannschaft spielte.

## Karriere

### Als Spielerin
Verein
Elisabeth Tieber startete ihre sportliche Laufbahn 1999 beim SV Andritz. Es folgten Stationen beim LUV Graz, dem USC Landhaus Wien und dem JSV Mariatrost. Ab 2010 spielte sie für den deutschen VfL Sindelfingen, 2013 wechselte sie zu Sturm Graz, 2014 zum Schweizer FC Luzern und 2015 zum FC Neunkirch.
Nationalmannschaft
Ihr Debüt in der österreichischen Fußballnationalmannschaft der Frauen gab sie am 21. Juni 2008 beim Länderspiel gegen Norwegen im Rahmen der Qualifikation für die Fußball-Europameisterschaft 2009 in Amstetten, wo sie in der 58. Minute gegen Irene Fuhrmann eingewechselt wurde. Ihr erstes Tor für die Nationalmannschaft erzielte sie im Folgespiel am 25. Juni 2008 gegen Israel. Insgesamt absolvierte sie 24 Länderspiele.

### Als Funktionärin
Seit 2019 ist sie Frauenfußball-Referentin im Steirischen Fußballverband. Außerdem war sie bis Juni 2022 wirtschaftliche Geschäftsführerin der steirischen Frauen-Fußballakademie, der Frauen Fußball Akademie Steiermark-Sturm Graz GmbH. 2020/21 machte sie die Ausbildung für die UEFA-B-Lizenz als Trainerin.

### Als Expertin
Für den ORF ist sie seit 2017 als Co-Kommentatorin im Frauenfußball tätig, für den sie unter anderem die Fußball-Europameisterschaft 2017 kommentierte. Neben Nadine Prohaska und Nina Burger gehörte sie zum Analyse-Team während der Fußball-Europameisterschaft der Frauen 2022, neben Lisa Makas und Viktoria Schnaderbeck war sie ORF-Expertin für die Fußball-Weltmeisterschaft der Frauen 2023. Ebenso ist sie als Co-Kommentatorin während der Fußball-Europameisterschaft der Frauen 2025 tätig.

## Sonstiges
Ihr Bruder spielte bei Sturm Graz, ihr Cousin beim Grazer AK. Neben ihrer sportlichen Laufbahn absolvierte sie eine Ausbildung als Sport- und Fitnesskauffrau, außerdem besuchte sie einen Lehrgang zur Sportjournalistin.